# Budapest elpusztult nevezetes VII. kerületi épületeinek listája
Az alábbi lista Budapest elpusztult nevezetes VII. kerületi épületeit sorolja fel. A források hiánya miatt az összeállítás nem tekinthető teljesnek.

## A lista
| Név                                                | Építés ideje | Elpusztulás ideje | Elhelyezkedés                           | Tervező                     | Megjegyzés | Kép |
| -------------------------------------------------- | ------------ | ----------------- | --------------------------------------- | --------------------------- | --- | --- |
| Börtön és kivégzőhely                              | n. a.        | 1910-es évek ?    | 1074 Budapest, Rákóczi út 66.           |                             | |     |
| Orczy-ház                                          | 1756         | 1936              | 1075 Budapest, Madách tér               |                             | |     |
| István téri színház                                | 1872         | 1878              | 1072 Budapest, István (Klauzál) tér 11. |                             | 1874-ben leégett, 1878-ban lebontották. Helyére épült 1897-ben a Klauzál téri vásárcsarnok.                                  |     |
| A Katolikus Legényegylet épülete                   | 1883–1884    | 1970 után         | 1074 Budapest, Rottenbiller utca 20-22. |                             | A főhomlokzatát és a közvetlenül mögötte lévő részt nem bontották el, hanem felújították.                                    |     |
| A Budapesti Elektromos Művek telephelye            | 1893         | 1934              | 1072 Budapest, Kazinczy utca 21.        |                             | Elbontották, helyére új telep épült. Ma az Elektrotechnikai Múzeum működik itt.                                              |     |
| Stern-féle üzlet- és bérház                        | 1898         | 1956              | 1072 Budapest, Rákóczi út 72.           | Schmahl Henrik              | Az épületet azonban az 1956-ban ért károk miatt lebontották. Itt működött 1899 és 1907 között a Magyar Mezőgazdasági Múzeum. |     |
| Hungária fürdő                                     | 1909–1910    | 2008              | 1074 Budapest, Dohány utca 42-44.       | Ágoston Emil                | A főhomlokzatát és a közvetlenül mögötte lévő részt nem bontották el, hanem felújították.                                    |     |
| Wagner Marcell bérháza                             | 1912–1913    | 1920-as évek      | 1074 Budapest, Rákóczi út 66.           |                             | A börtön helyére épült. |     |
| Foreign Miss. B. the Southern Baptist Conv. bérház | 1929         | 1950-es évek      | 1074 Budapest, Rákóczi út 66.           |                             | Wagner Marcell bérháza helyére épült. A később ide épült, ma is látható épület nincs befejezve.                              |     |
| Garay téri régi vásárcsarnok                       | 1931         | 2003              | 1076 Budapest, Garay tér 20.            | Szabó Jenő és Krendsei Géza | Rossz állapota miatt bontották el.                                                                                           |     |
| Baross téri református templom                     | 1933         | 1966              | 1077 Budapest, Baross tér               |                             | Városképrontó okokra hivatkozva elbontották.                                                                                 |     |